# Aliyah Bet

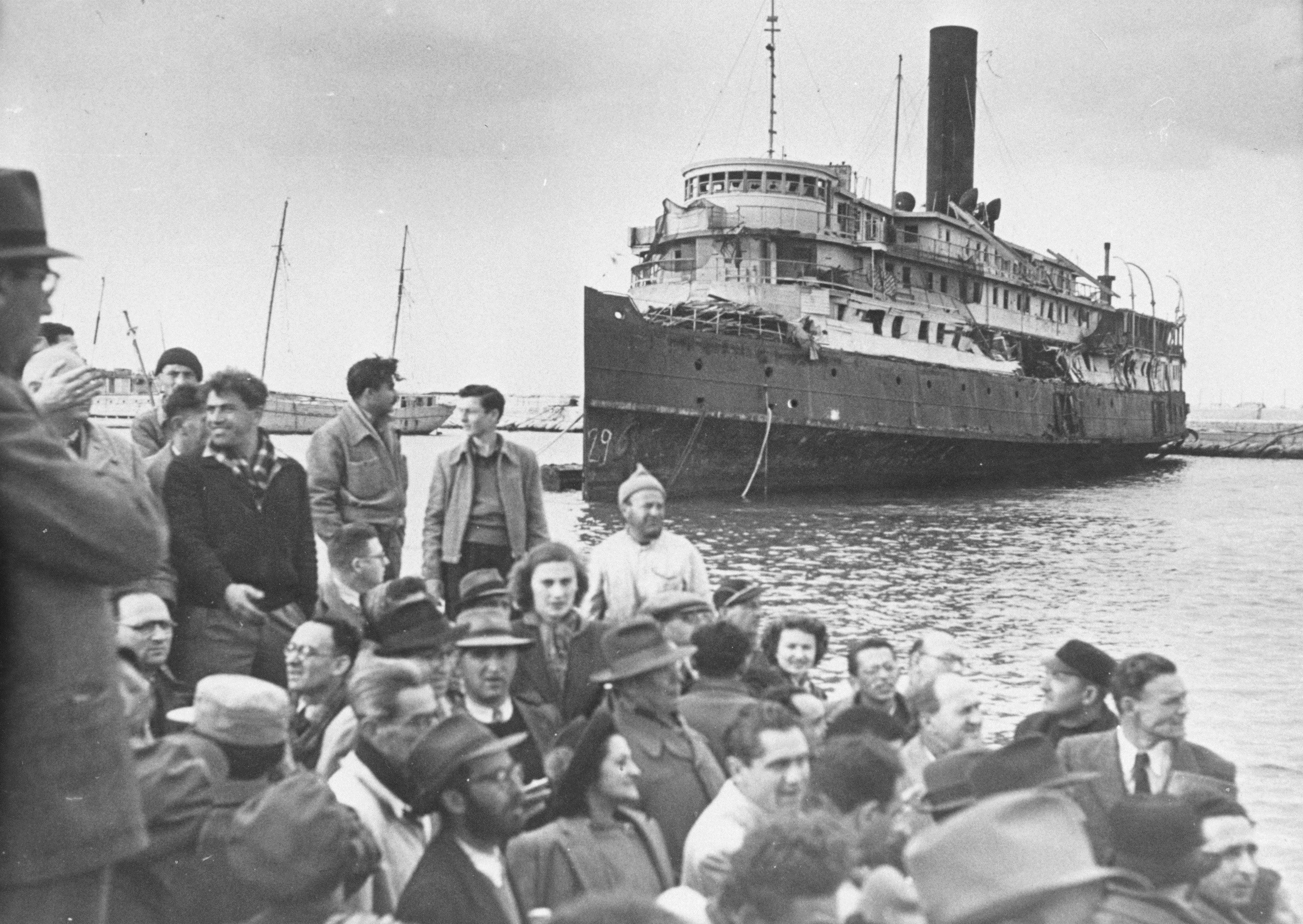
Immigrazione ebraica nel mandato britannico di Palestina, 1947

Aliyah Bet (ebraico: עלייה ב') è l’espressione ebraica che si riferisce all'immigrazione clandestina degli ebrei nei territori del Mandato britannico in Palestina tra il 1920 e il 1948.

## Storia
Tra il 1920 e il 1948, circa 100 000 persone entrarono in Palestina senza l'autorizzazione delle autorità mandatarie britanniche, tra cui 70 000 sopravvissuti all’Olocausto. La maggior parte raggiunse la destinazione via mare. 
Durante la Seconda guerra mondiale il flusso rallentò e si svolse in condizioni pericolose, con centinaia di vittime nei naufragi. Con la fine della guerra il flusso si intensificò e si avvalse della rete clandestina nota come Berihah.
Più del 90% delle navi venne bloccata dalla marina britannica, che era solita trasferire i rifugiati in campi di detenzione sull’isola di Cipro e in altre destinazioni, compresa la Mauritania. Nel 1948 circa 50 000 profughi ebrei erano trattenuti dalle autorità britanniche a Cipro.
In questo contesto si svolse la vicenda della nave Exodus 1947, che ebbe notevole impatto sull’opinione pubblica internazionale.